# نادي كاشياس دو سول
نادي كاشياس دو سول لكرة القدم هو نادي كرة قدم برازيلي تأسس سنة 1935 م.

## وصلات خارجية
- الموقع الرسمي

لم يتم العثور على روابط لمواقع التواصل الاجتماعي.